# Spirit River
Spirit River is een plaats (town) in de Canadese provincie Alberta en telt 1148 inwoners (2006).